# Alice Cleaver
Alice Catherine Cleaver (5 de julio de 1889-1 de noviembre de 1984) fue una superviviente del RMS Titanic que trabajaba como niñera al servicio de los Allison, una poderosa familia de magnates de Canadá. Es conocida por haber rescatado al menor de los hijos del matrimonio, Trevor, durante el naufragio. Fue objeto de numerosos libros y películas las cuales la identificaron erróneamente como Alice Mary Cleaver, una mujer acusada de haber matado a su propio hijo.

## Biografía
Existen pocos datos acerca de la vida de Alice debido a su reticencia a conceder entrevistas tras el desastre. Nacida en Londres, su padre era Joseph Cleaver, cartero de profesión, y su madre Lavinia Alice Cleaver (apellido de soltera Thomas).
A la edad de veintidós años, Alice fue contratada por la familia Allison para ejercer como niñera de Trevor, el menor de los dos hijos del matrimonio. El 10 de abril de 1912, Alice embarcó en Southampton junto a la familia en el RMS Titanic en primera clase con el billete número 113781, alojándose en la misma habitación que Trevor, contigua a la de sus padres. La noche del 14 de abril el Titanic impactó contra un iceberg y empezó a hundirse. Alice cogió a Trevor en brazos y subió a uno de los botes salvavidas sin avisar ni a los Allison ni a ninguno de los demás miembros a su servicio que viajaban con ellos. Este hecho pudo ser el causante de que el matrimonio y su hija Loraine pereciesen en el naufragio, pues la madre, Bess, se había negado a abandonar el barco sin su hijo, ignorando que éste ya estaba a bordo de uno de los botes. No obstante, según una declaración del mayor Peuchen al Montreal Daily Star, hallándose cerca de uno de los botes salvavidas junto con su hija, Bess se alejó de allí con ella al ser advertida de que su esposo se hallaba a bordo de un bote en el otro extremo de la cubierta, lo que aparentemente resultó ser falso. Debido a que Alice siempre rechazó ofrecer entrevistas sobre el desastre, las razones por las que no avisó a nadie de que abandonaba el barco llevándose a Trevor siguen siendo desconocidas.

## Identidad
Durante años existió cierta confusión acerca de la edad y, sobre todo, la identidad de Alice, siendo en ocasiones erróneamente identificada como Alice Mary Cleaver, una mujer convicta en 1909 por haber matado a su propio hijo. Dicho error fue plasmado en al menos dos libros sobre el hundimiento: Titanic: An Illustrated History (1992) y Titanic: Women and Children First (1998), así como en la película Titanic (1996), en la cual Alice es retratada como una joven emocionalmente inestable que tiene premoniciones sobre el desastre, por lo que decide salvar a Trevor con el fin de aliviar su tumultuoso pasado.
La edad de Alice ha sido también objeto de debate debido a su descripción como niñera competente y buena figura materna, lo que el autor Rob Rondeau considera propio de una mujer de edad superior.